# La ley de la selva (programa de televisión)
La Ley de la Selva fue un reality show mexicano de competencias coproducido por Netflix, se estrenó por primera vez el 15 de marzo de 2023 y culminó después de 8 episodios el de ese mismo año. 
El programa fue presentado por Yolanda Andrade alias Joe. 

## Sinopsis
La acción transcurre en la selva colombiana, donde doce participantes deben demostrar su capacidad para sobrevivir a las situaciones más extremas y también exhibir sus habilidades para tejer alianzas y armar complots para ganar 2 millones de pesos mexicanos. 
El debate moral que se genera en cada debido a lo que se les ofrece podría afectar a su equipo o ayudar al rival. Es decir, el conflicto está entre hacer perder a su equipo y llenarse sus propios bolsillos o jugar juntos para llegar a la final por el gran premio
A medida que transcurren los días y la selva pone a los participantes en situaciones por demás complicadas, el instinto de supervivencia hace que cada uno busque su propio beneficio y desatienda las reglas del deber ser que en la vida cotidiana de los centros urbanos, están mucho más presentes.
Aquí es la propia naturaleza el enemigo a vencer por estos jugadores que pronto van a comprender que no ganará el más fuerte ni el más habilidoso, sino el que mejor despliegue su estrategia de alianzas. 

## Formato
- Equipos: Doce participantes divididos en dos equipos.
- Ofertas: Tendrán que enfrentar el dilema de si en las pruebas competirán por su equipo o si los traicionarán, en secreto, por un beneficio individual económico.
- Misiones: Los equipos se enfrentan entre sí en un desafío que define quienes son 'quienes controlan el juego' (los que votan en la Asamblea) y quiénes pueden ir a la "Purga" (quienes pueden ser eliminados).
- Asamblea: El equipo ganador puede votar por quien quiera que vaya a la "Purga" sea alguien del equipo perdedor o de su propio equipo.
- Purga: Los 3 mas votados en la "Asamblea" se enfrentaran en la Purga para determinar quienes continúan en la competencia y a quien se trago la selva (eliminado).

## Participantes
Los 12 participantes fueron presentados en el primer episodio.  
| Participante | Participante                                        | Participante                                               | Resultado                                  | Estadía       | Dinero ganado |
| ------------ | --------------------------------------------------- | ---------------------------------------------------------- | ------------------------------------------ | ------------- | ------------- |
|              |                                                     | Adrián Andrés Influencer y bailarin                        | Ganadores de La Ley de la Selva episodio 8 | 18 días       | $ 327.000 MXN |
|              |                                                     | Bruce Santillana Wapayaso                                  | Ganadores de La Ley de la Selva episodio 8 | 18 días       | $ 297.000 MXN |
|              |                                                     | Leslie Gallardo Influencer y chica reality; Acapulco Shore | Ganadores de La Ley de la Selva episodio 8 | 18 días       | $ 297.000 MXN |
|              |                                                     | Gina Torres Gimnasta y ciclista; Exatlón México            | Ganadores de La Ley de la Selva episodio 8 | 18 días       | $ 247.000 MXN |
|              |                                                     | Josué Villanueva Atleta y coach de parkour                 | Ganadores de La Ley de la Selva episodio 8 | 18 días       | $ 247.000 MXN |
|              |                                                     | Paola Michelle                                             | 7.ª eliminada episodio 7                   | 14 días       | $ 100.000 MXN |
|              |                                                     | Layla Neri Estudiante                                      | 6.ª eliminada episodio 5                   | 11 días       | $ 0 MXN       |
|              | John Guts DJ y chico reality; La Venganza de los Ex | 5.° eliminado episodio 5                                   | 11 días                                    | $ 100.000 MXN |               |
|              | Zoe Joffre Activista                                | 4.ª eliminada episodio 5                                   | 9 días                                     | $ 80.000 MXN  |               |
|              | César Morales Poligrafista                          | 3.er eliminado episodio 3                                  | 7 días                                     | $ 60.000 MXN  |               |
|              | Fabian Camberos                                     | 2.° eliminado episodio 2                                   | 5 días                                     | $ 0 MXN       |               |
|              | Sandy Padilla Coach de Crossfit                     | 1.ª eliminada episodio 2                                   | 2 días                                     | $ 0 MXN       |               |

     Participante del equipo Naranja.
     Participante del equipo Azul.
|  |

## Resumen competencia
| Mision        | Equipo ganador | Equipo perdedor | Purga                                                                | Purga                                                                | Purga                                                                | Tipo de duelo                                                        | Eliminado                                                            |               |               |               |               |               |               |               |               |               |               |               |               |               |               |               |               |               |               |               |               |               |               |               |               |               |               |               |               |               |               |               |               |               |               |               |               |               |               |               |               |               |               |               |               |               |               |               |
| Primera etapa | Primera etapa  | Primera etapa   | Primera etapa                                                        | Primera etapa                                                        | Primera etapa                                                        | Primera etapa                                                        | Primera etapa                                                        | Primera etapa | Primera etapa | Primera etapa | Primera etapa | Primera etapa | Primera etapa | Primera etapa | Primera etapa | Primera etapa | Primera etapa | Primera etapa | Primera etapa | Primera etapa | Primera etapa | Primera etapa | Primera etapa | Primera etapa | Primera etapa | Primera etapa | Primera etapa | Primera etapa | Primera etapa | Primera etapa | Primera etapa | Primera etapa | Primera etapa | Primera etapa | Primera etapa | Primera etapa | Primera etapa | Primera etapa | Primera etapa | Primera etapa | Primera etapa | Primera etapa | Primera etapa | Primera etapa | Primera etapa | Primera etapa | Primera etapa | Primera etapa | Primera etapa | Primera etapa | Primera etapa | Primera etapa | Primera etapa | Primera etapa |
| ------------- | -------------- | --------------- | -------------------------------------------------------------------- | -------------------------------------------------------------------- | -------------------------------------------------------------------- | -------------------------------------------------------------------- | -------------------------------------------------------------------- | ------------- | ------------- | ------------- | ------------- | ------------- | ------------- | ------------- | ------------- | ------------- | ------------- | ------------- | ------------- | ------------- | ------------- | ------------- | ------------- | ------------- | ------------- | ------------- | ------------- | ------------- | ------------- | ------------- | ------------- | ------------- | ------------- | ------------- | ------------- | ------------- | ------------- | ------------- | ------------- | ------------- | ------------- | ------------- | ------------- | ------------- | ------------- | ------------- | ------------- | ------------- | ------------- | ------------- | ------------- | ------------- | ------------- | ------------- |
| 1             | Equipo Naranja | Equipo Azul     | John 2 votos                                                         | Josue 2 votos                                                        | Sandy 2 votos                                                        | Motricidad fina                                                      | Sandy                                                                |               |               |               |               |               |               |               |               |               |               |               |               |               |               |               |               |               |               |               |               |               |               |               |               |               |               |               |               |               |               |               |               |               |               |               |               |               |               |               |               |               |               |               |               |               |               |               |
| 2             | Equipo Azul    | Equipo Naranja  | Bruce 2 votos                                                        | Adrián Andrés 2 votos                                                | Fabian 1 voto                                                        | Puntería                                                             | Fabian                                                               |               |               |               |               |               |               |               |               |               |               |               |               |               |               |               |               |               |               |               |               |               |               |               |               |               |               |               |               |               |               |               |               |               |               |               |               |               |               |               |               |               |               |               |               |               |               |               |
| 3             | Equipo Naranja | Equipo Azul     | Josue 2 votos                                                        | Cesar 2 votos                                                        | Leslie 1 voto                                                        | Motricidad fina                                                      | Cesar                                                                |               |               |               |               |               |               |               |               |               |               |               |               |               |               |               |               |               |               |               |               |               |               |               |               |               |               |               |               |               |               |               |               |               |               |               |               |               |               |               |               |               |               |               |               |               |               |               |
| 4             | Sin ganador    | Equipo Naranja  | Zoe 3 votos                                                          | Leslie 4 votos                                                       | Layla 3 votos                                                        | Agilidad                                                             | Zoe                                                                  |               |               |               |               |               |               |               |               |               |               |               |               |               |               |               |               |               |               |               |               |               |               |               |               |               |               |               |               |               |               |               |               |               |               |               |               |               |               |               |               |               |               |               |               |               |               |               |
| 4             | Sin ganador    | Equipo Azul     | Zoe 3 votos                                                          | Leslie 4 votos                                                       | Layla 3 votos                                                        | Agilidad                                                             | Zoe                                                                  |               |               |               |               |               |               |               |               |               |               |               |               |               |               |               |               |               |               |               |               |               |               |               |               |               |               |               |               |               |               |               |               |               |               |               |               |               |               |               |               |               |               |               |               |               |               |               |
| 5             | Equipo Naranja | Equipo Azul     | John 0 votos                                                         | Josue 0 votos                                                        | Layla 0 votos                                                        | Velocidad                                                            | John Layla                                                           |               |               |               |               |               |               |               |               |               |               |               |               |               |               |               |               |               |               |               |               |               |               |               |               |               |               |               |               |               |               |               |               |               |               |               |               |               |               |               |               |               |               |               |               |               |               |               |
| Segunda etapa |                |                 |                                                                      |                                                                      |                                                                      |                                                                      |                                                                      |               |               |               |               |               |               |               |               |               |               |               |               |               |               |               |               |               |               |               |               |               |               |               |               |               |               |               |               |               |               |               |               |               |               |               |               |               |               |               |               |               |               |               |               |               |               |               |
| 6             | Sin ganador    | Equipo Naranja  | Paola 2 votos                                                        | Leslie 2 votos                                                       | Adrián Andrés 2 votos                                                | Azar                                                                 | Paola                                                                |               |               |               |               |               |               |               |               |               |               |               |               |               |               |               |               |               |               |               |               |               |               |               |               |               |               |               |               |               |               |               |               |               |               |               |               |               |               |               |               |               |               |               |               |               |               |               |
| 7             | Equipo Naranja | Sin perdedor    | Eligieron no realizar una ultima purga.                              | Eligieron no realizar una ultima purga.                              | Eligieron no realizar una ultima purga.                              | Eligieron no realizar una ultima purga.                              | Eligieron no realizar una ultima purga.                              |               |               |               |               |               |               |               |               |               |               |               |               |               |               |               |               |               |               |               |               |               |               |               |               |               |               |               |               |               |               |               |               |               |               |               |               |               |               |               |               |               |               |               |               |               |               |               |
| Tercera etapa |                |                 |                                                                      |                                                                      |                                                                      |                                                                      |                                                                      |               |               |               |               |               |               |               |               |               |               |               |               |               |               |               |               |               |               |               |               |               |               |               |               |               |               |               |               |               |               |               |               |               |               |               |               |               |               |               |               |               |               |               |               |               |               |               |
| 8             | Equipo Naranja | Sin perdedor    | Eligieron realizar la ultima misión en equipo y compartir el premio. | Eligieron realizar la ultima misión en equipo y compartir el premio. | Eligieron realizar la ultima misión en equipo y compartir el premio. | Eligieron realizar la ultima misión en equipo y compartir el premio. | Eligieron realizar la ultima misión en equipo y compartir el premio. |               |               |               |               |               |               |               |               |               |               |               |               |               |               |               |               |               |               |               |               |               |               |               |               |               |               |               |               |               |               |               |               |               |               |               |               |               |               |               |               |               |               |               |               |               |               |               |

1. ↑  Debido a que ningun equipo logro ganar, se anuncio que todos podrian votar por quien quieran en la Asamble.
2. 1 2  Debido a un empate entre Bruce, Leslie y Layla de 2 votos; se llevo a cabo una nueva votación entre ellos para definir quienes irían con Zoe a la Purga.
3. ↑  El equipo ganador de esta misión debía salvar a uno del equipo contrario para que no vaya a la "Purga". La salvada fue Leslie con 4 votos.

## Resultados generales
| Adrián Andrés | Gana      | Purga     | Gana      | Pierde    | Gana      | Purga     | Gana | Gana |  |  |  |  |  |  |  |  |  |  |  |  |  |  |
| Bruce         | Gana      | Purga     | Gana      | Salvado   | Gana      | Pierde    | Gana | Gana |  |  |  |  |  |  |  |  |  |  |  |  |  |  |
| Josué         | Purga     | Gana      | Purga     | Pierde    | Purga     | Inmune    | Gana | Gana |  |  |  |  |  |  |  |  |  |  |  |  |  |  |
| Gina          | Gana      | Pierde    | Gana      | Pierde    | Gana      | Pierde    | Gana | Gana |  |  |  |  |  |  |  |  |  |  |  |  |  |  |
| Leslie        | Pierde    | Gana      | Purga     | Purga     | Salvada   | Purga     | Gana | Gana |  |  |  |  |  |  |  |  |  |  |  |  |  |  |
| Paola         | Gana      | Pierde    | Gana      | Pierde    | Gana      | Eliminada |      |      |  |  |  |  |  |  |  |  |  |  |  |  |  |  |
| Layla         | Pierde    | Gana      | Pierde    | Purga     | Eliminada |           |      |      |  |  |  |  |  |  |  |  |  |  |  |  |  |  |
| John          | Purga     | Gana      | Pierde    | Pierde    | Eliminado |           |      |      |  |  |  |  |  |  |  |  |  |  |  |  |  |  |
| Zoe           | Gana      | Pierde    | Gana      | Eliminada |           |           |      |      |  |  |  |  |  |  |  |  |  |  |  |  |  |  |
| Cesar         | Pierde    | Gana      | Eliminado |           |           |           |      |      |  |  |  |  |  |  |  |  |  |  |  |  |  |  |
| Fabian        | Gana      | Eliminado |           |           |           |           |      |      |  |  |  |  |  |  |  |  |  |  |  |  |  |  |
| Sandy         | Eliminada |           |           |           |           |           |      |      |  |  |  |  |  |  |  |  |  |  |  |  |  |  |

Notas
     El participante gana la misión y controla el juego.
     El participante pierde la misión, pero no es enviado a la "Purga".
     El participante es enviado a la "Purga" por quienes controlan el juego (equipo ganador).
     El participante pierde la  misión pero es salvado por quienes controlan el juego (equipo ganador).
     El participante acepta una oferta para ser inmune en la Asamblea.

## Episodios
| N.º | Título                                    | Fecha de lanzamiento original |
| --- | ----------------------------------------- | ----------------------------- |
| 1   | «¿Jugar por mi equipo o por mi?»          | 15 de marzo de 2023           |
| 2   | «La ley de la traicion»                   | 15 de marzo de 2023           |
| 3   | «Ojos que no ven, ofertas que se sienten» | 15 de marzo de 2023           |
| 4   | «El tiempo es oro, el fuego es poder»     | 15 de marzo de 2023           |
| 5   | «Perder para ganar»                       | 15 de marzo de 2023           |
| 6   | «Nace un nuevo villano»                   | 15 de marzo de 2023           |
| 7   | «Unidos ¿pero divididos?»                 | 15 de marzo de 2023           |
| 8   | «¿Cuál es la ley de la selva?»            | 15 de marzo de 2023           |